# Мелоян, Андраник Размикович
Андрани́к Ра́змикович Мелоя́н (арм. Անդրանիկ Մելոյան), (20 февраля 1961 — село Воскеат, марз (область) Арагацотн, Армения) — армянский военный деятель, Старший помощник — руководитель административного аппарата министра обороны, полковник  Вооружённых сил Армении.

## Образование
- 1983 — окончил Ереванский политехнический институт им. Карла Маркса.

## Военная деятельность
- 1994 год — назначен на должность главного инженера квартирно-эксплуатационной части Министерства обороны Армении по г.Еревану.
- 1995 год — главный инженер 72-й квартирно-эксплуатационной части Министерства обороны Армении.
- 1996 — Начальник отдела инспекторского контроля контрольно-ревизионной комиссии МО Армении.
- 1999 — Исполняющий обязанности председателя контрольно-ревизионной комиссии МО Армении.
- 2000 — Председатель контрольно-ревизионной комиссии МО Армении.
- 2001 —  старший помощник - руководитель административного аппарата Министра обороны Армении.

## Награды
- Принимал активное участие в становлении и укреплении государственности и суверенитета Армении, обороне границ страны, Первой карабахской войне в непризнанной НКР.
- Награждён медалями «За заслуги перед Отечеством» 2-й степени, «За боевые заслуги», «За безупречную службу» 1-й и 2-й степени, «Маршал Баграмян», «Вазген Саркисян», «За укрепление сотрудничества».